# کرثز (دژ)
دژ کرثز (انگلیسی: Crathes Castle) در ابردین‌شیر، اسکاتلند واقع است. این باغ-قلعه متعلق به سده ۱۶ میلادی است. در داخل قلعه نقاشی‌های پرتره با ارزشی قرار دارد.